# Arquipélago de Mergui

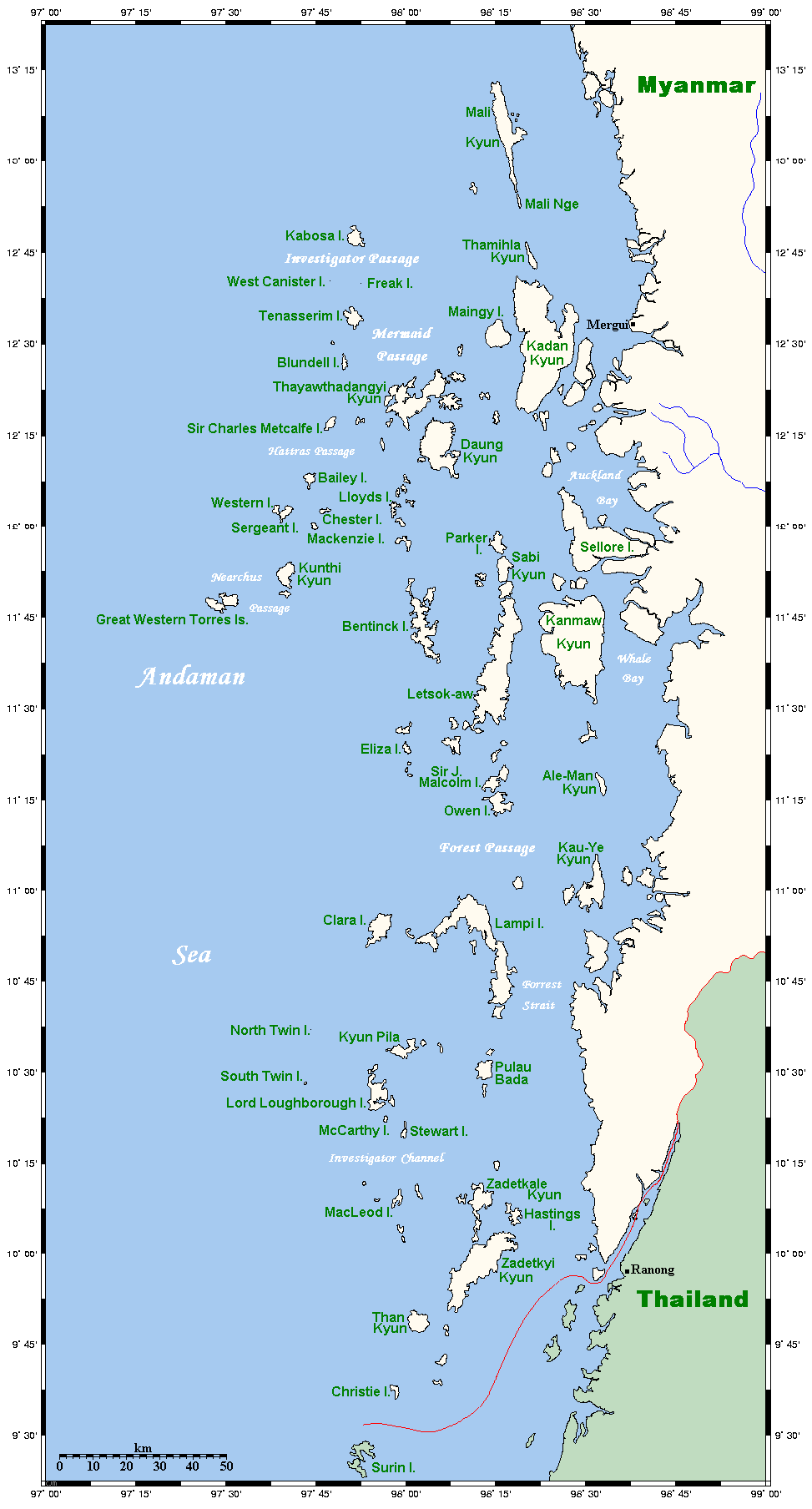
Mapa do arquipélago de Mergui

O arquipélago de Mergui (também conhecido como arquipélago de Myeik (birmanês:  Myeik Kyunzu) é um arquipélago situado no extremo sul da Birmânia (Myanmar). É composto por mais de 800 ilhas, que variam em tamanho desde as muito pequenas até ilhas de centenas de quilómetros quadrados, todas situadas no mar de Andamão, frente à costa ocidental da península de Malaca. Também são conhecidas como ilhas Pashu porque os habitantes malaios são localmente chamados pashu.

## Geografia
A maior e mais alta ilha do arquipélago é Kadan Kyun (antiga ilha King sob domínio britânico) perto do canal interior de Mergui (Myeik). Outras ilhas importantes são:
- Ilha Auriol
- Bentinck Kyun, com área de 78 km²;
- Ilha Christie, a ilha mais austral do grupo, de 4,6 km de largura e com o ponto mais alto a 325 m ;
- Daung Kyun, com área de 110 km² e comprimento de 16 km;
- Ilha Kabosa, com um comprimento de 7 km;
- Kadan Kyun, com área de 450 km², o ponto mais alto é Pico fFrench Bay (767 m), que é o ponto mais alto do arquipélago;
- Kanmaw Kyun, com área de 409 km²;
- Lanbi Kyun, com área de 188 km²;
- Letsok-aw Kyun, com área de 250 km² e comprimento de 38 km;
- Mali Kyun, a ilha mais setentrional do grupo, com área de 99 km² e comprimento de 31 km;
- Ngwe Kyun ou ilha Money;
- Ilha Sabi, com um ponto mais alto de 326 m;
- Saganthit Kyun, com área de 257 km²;
- Ilha Tenasserim, ilha de forma irregular com um comprimento de 10 km;
- Thahtay Kyun
- Than Kyun, com diâmetro de cerca de 6 km, a ilha maior e mais alta das ilhas Alladin, um grupo disperso de ilhas que se estendem para oeste e sudoeste da ilha Zadetkyi;
- Thayawthadangyi, com área de 120 km²; os pontos mais altos, ambos na parte ocidental da ilha, são o pico Elphinstone (533 m) e o pico False (430 m);
- Zadetkyi Kyun, de 35 km de comprimento e um área de 176 km², é a ilha maior do grupo meridional. Tem dois picos proeminentes, o mais alto dos quais tem 864 m;

## Meio ambiente
Geologicamente, as ilhas são caracterizadas principalmente por estarem constituídas de calcário e granito. Em geral, a sua cobertura vegetal é de carácter tropical, incluindo selvas, enquanto que no seu litoral são frequentes os promontórios, praias abertas e, em alguns lugares, pântanos e manguezais. Mar adentro há extensos recifes de coral.
O virtual isolamento do arquipélago em relação à influência humana no meio ambiente natural concedeu às ilhas e águas circundantes do mar de Andamão uma grande diversidade de flora e fauna, o que contribuiu para tornar a região num destino privilegiado para a prática do mergulho.
Nas mismas ilhas prosperam vários animais, incluindo veados, macacos, aves tropicais como calaus, e javalis. Há informações não confirmadas sobre a existência de rinocerontes-de-Samatra em Lampi, uma das ilhas maiores, mas foram largamente contestadas.
As principais ameaças ambientais que assolam a região são a sobrepesca e a pesca com explosivos.